# Nair Bello

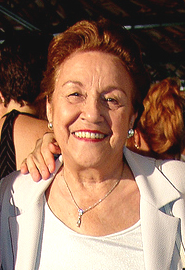
Nair Bello

Nair Bello Sousa Francisco (28 tháng 4 năm 1931 — 17 tháng 4 năm 2007 tại São Paulo), là diễn viên Brasil và là diễn viên hài của nước này.

## Các phim, vở hài nổi tiếng
- 2005 - Bang Bang - vai Dona Zorra (Leona Lake; special participation)
- 2003 - Kubanacan - vai Dolores
- 2002 - O Quinto dos Infernos - vai Giovanna (Marquesa de Pesto)
- 2000 - Uga Uga - vai Pierina
- 1998 - Torre de Babel - vai Carlotinha Bimbatti
- 1998 - Era Uma Vez - vai Dona Santa
- 1996 - Vira-lata - vai Antonieta
- 1995 - Malhação - vai Olga Prata
- 1994 - A Viagem - vai Cininha
- 1993 - O Mapa da Mina - vai Zilda Machado
- 1992 - Perigosas Peruas - vaiDona Gema
- 1983 - Maçã do Amor (Rede Bandeirantes) - vai Filomena
- 1982 - Dona Santa (Rede Bandeirantes) - vai Dona Santa
- 1980 - Olhai os lírios do campo - vai Micaela
- 1978 - João Brasileiro, o Bom Baiano (Rede Tupi) - vai Pina